# Bigiotteria

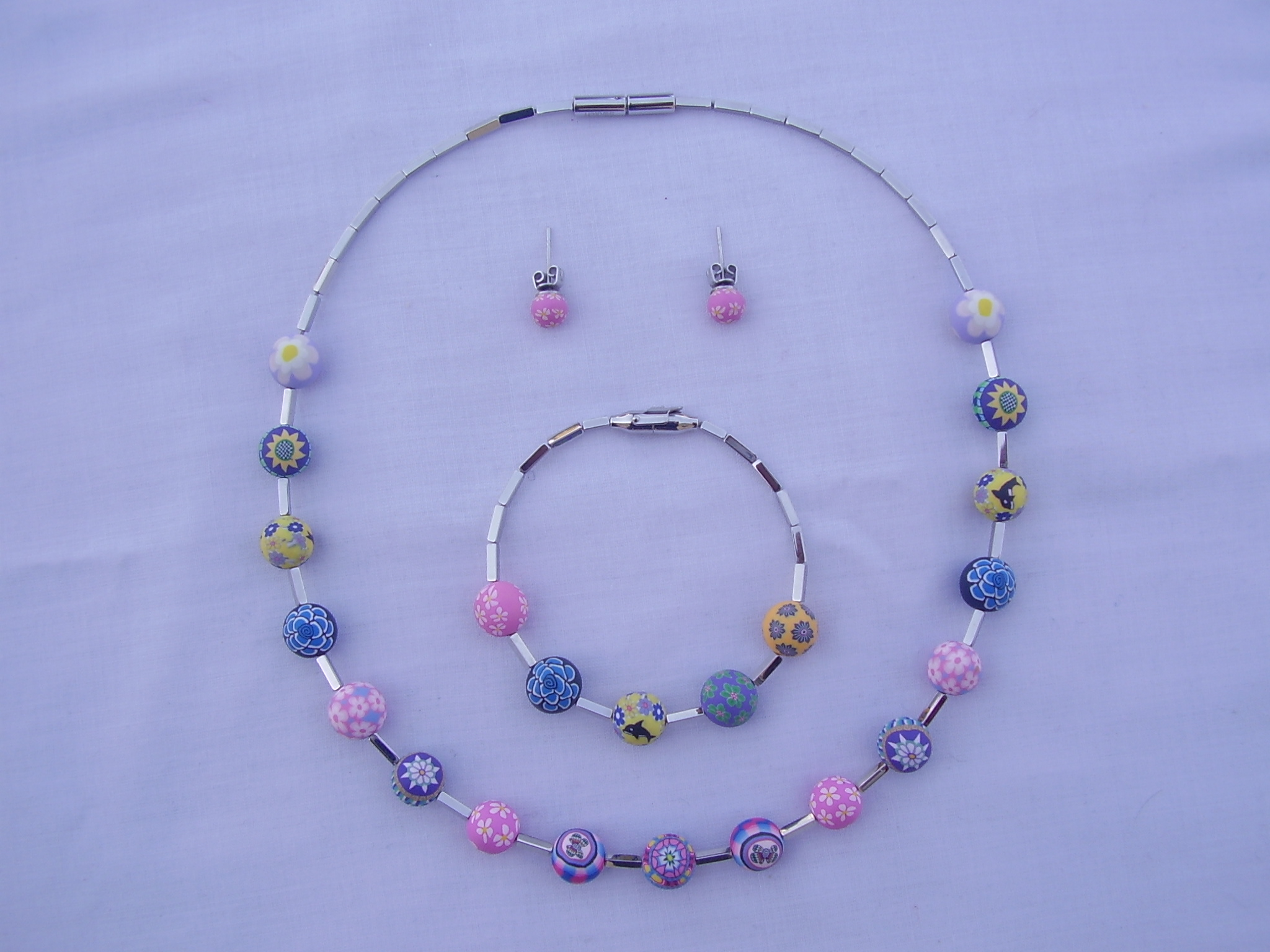
Alcuni articoli di bigiotteria.

Disegno di bigiotteria.

La bigiotteria (dal francese bijou) è il settore che riguarda la produzione e la commercializzazione di accessori di abbigliamento come collane, bracciali, anelli e orecchini, utilizzando componenti non preziosi come vetro, plastica, ceramica, organza, lana, gomma crepla, legno, pietre, conchiglie o metallo (ottone, alluminio, acciaio, bronzo), in modo tale che la valenza estetica compensi la modestia del valore intrinseco dei componenti.
Viene anche detta gioielleria di scena quando viene prodotta ed utilizzata per il mondo dello spettacolo.

## Diffusione
Vi è stato un notevole sviluppo di tutto ciò che riguarda la bigiotteria, intesa come hobby personale, ovvero si è notato un incremento delle hobbyste con conseguente proliferare di corsi specifici, di siti web sull'argomento, di riviste specializzate, fino ad arrivare alle innumerevoli esposizioni in occasione dei mercati per hobbysti che ormai si tengono quasi settimanalmente in molti comuni d'Italia.
La città di Providence (Rhode Island) è stata il luogo di nascita della produzione dei cosiddetti "Gioielli delle Dive", poiché il cinema, dagli anni 1930 in poi, ha fatto da volano a bijoux che dei gioielli veri avevano l'apparenza e la bellezza, senza possederne il valore intrinseco.

### Periodo Art Déco (dal 1920 al 1930)
Il movimento Art déco è stato un tentativo di combinare la durezza della produzione di massa con la sensibilità dell'arte e del design. Fu durante questo periodo che Coco Chanel introdusse la bigiotteria per completare il costume. Il movimento Art Deco morì con l'inizio della Grande Depressione e lo scoppio della seconda guerra mondiale.
Secondo la storica dell'arte Nancy Schiffer, alcune delle caratteristiche della bigiotteria nel periodo Art Deco erano:
- Le curve fluide sono state sostituite da un tema aspramente geometrico e simmetrico
- Pendenti lunghi, bracciali bangle, anelli da cocktail e accessori elaborati come portasigarette e bocchini

### Periodo rétro (dal 1935 al 1950)
Nel periodo rétro, i designer hanno lottato con il dilemma tra arte e produzione di massa. I materiali naturali si sono fusi con la plastica. Il periodo rétro includeva principalmente gioielli di fabbricazione americana. Con la guerra in Europa, molte aziende di gioielleria europee furono costrette a chiudere. Molti designer europei sono emigrati negli Stati Uniti poiché l'economia si stava riprendendo.
Secondo Schiffer, alcune delle caratteristiche della bigiotteria nel periodo rétro erano:
- Glamour, eleganza e raffinatezza
- Fiori, fiocchi e motivi a raggiera con uno stile hollywoodiano
- Pietre di luna, motivi di cavalli, influenze militari e ballerine
- Bachelite e altri gioielli in plastica

### Periodo dell'arte moderna (dal 1945 al 1960)
Nel periodo dell'arte moderna dopo la seconda guerra mondiale, i modelli di gioielli sono diventati più tradizionali e sottovalutati. Gli stili grandi e audaci del periodo rétro passarono di moda e furono sostituiti dagli stili più su misura degli anni '50 e '60.
Secondo Schiffer, alcune delle caratteristiche della bigiotteria nel periodo Art Modern erano:
- Gioielli audaci e sfarzosi
- Bracciali grandi e grossi, bracciali con charm, giada/opale, citrino e topazio
- Spille per barboncini, spille per alberi di Natale e altri gioielli natalizi
- Strass

Con l'avvento del periodo Mod sono arrivati i "Body Jewelry". Carl Schimel di Kim Craftsmen Jewelry era in prima linea in questo stile. Mentre Kim Craftsmen ha chiuso all'inizio degli anni '90, molti collezionisti cercano ancora i loro oggetti in mostre di antiquariato e mercatini delle pulci.

## Metalli comuni usati nella bigiotteria
| Metallo              | Descrizione |
| -------------------- | --- |
| Ottone               | Una lega ossidabile formata da rame (Cu) e zinco (Zn), simile all'oricalco. Bisogna distinguere tra ottoni binari, costituiti da rame e zinco, ottoni ternari in cui è presente un terzo elemento chimico caratterizzante la lega e ottoni quaternari in cui sono presenti altri elementi chimici.                                                                                         |
| Alluminio            | L'alluminio è un elemento chimico della tavola periodica degli elementi e con numero atomico 13. Il suo simbolo è Al ed è identificato dal numero CAS.7429-90-5. |
| Bronzo               | Il bronzo è una lega composta da rame e stagno; a volte può essere legata con un metallo che può essere alluminio, nichel e berillio. |
| Rame                 | Il rame è l'elemento chimico di numero atomico 29 e il suo simbolo è Cu. È anche chiamato "oro rosso" per via della sua colorazione ed è un conduttore di energia elettrica. |
| Lega di zinco        | Lo zinco è l'elemento chimico di numero atomico 30 e il suo simbolo è Zn. Lo zinco è solido a temperatura ambiente. È un metallo moderatamente reattivo, che si combina con l'ossigeno e altri non metalli; reagisce con acidi diluiti generando idrogeno. |
| Argento nichelato    | La nichelatura è un trattamento superficiale a cui possono essere sottoposti alcuni materiali. |
| Acciaio inossidabile | Gli acciai inossidabili (o ìnox dal francese inoxydable) sono caratterizzati da una maggior resistenza alla ossidazione e alla corrosione, specie in aria umida o in acqua dolce, rispetto ai cosiddetti "acciai al carbonio" (o comune acciaio non legato). |
| Tungsteno            | Il tungsteno è l'elemento chimico avente numero atomico 74 e il suo simbolo è W (da wolframio). È un metallo di transizione duro, pesante, di colore da bianco a grigio-acciaio, noto per le sue buone proprietà reologiche. Si trova in numerosi minerali, tra cui la wolframite e la scheelite.                                                                                          |
| Peltro               | Il peltro è una lega composta principalmente di stagno (min. 90%), con l'aggiunta di altri metalli (rame, bismuto e antimonio). Anticamente, secondo la qualità e l'uso previsto, poteva contenere fino al 15% di piombo. |
| Titanio              | Il titanio è l'elemento chimico della tavola periodica degli elementi che ha come simbolo Ti e come numero atomico 22. È un metallo del blocco d, leggero, resistente, di colore bianco metallico, lucido, resistente alla corrosione. Il titanio viene utilizzato nelle leghe leggere resistenti e nei pigmenti bianchi; si trova in numerosi minerali, principalmente rutilo e ilmenite. |
| Niobio               | Il niobio, noto in passato anche col nome di columbio perché scoperto insieme al tantalio nel minerale columbite, è l'elemento chimico di numero atomico 41 e il suo simbolo è Nb. È un metallo di transizione raro, tipicamente duttile, di colore grigiastro. |

## Galleria d'immagini

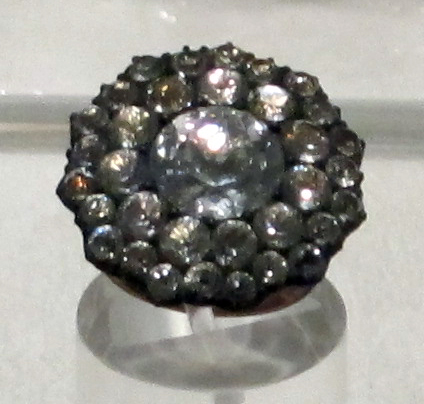
Anello in rame con cristallo di quarzo ialino (bigiotteria antica), 1690
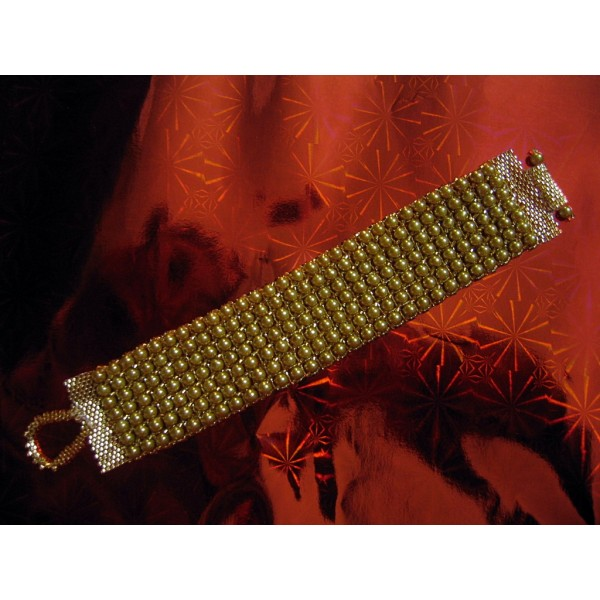
Bigiotteria Artigianale
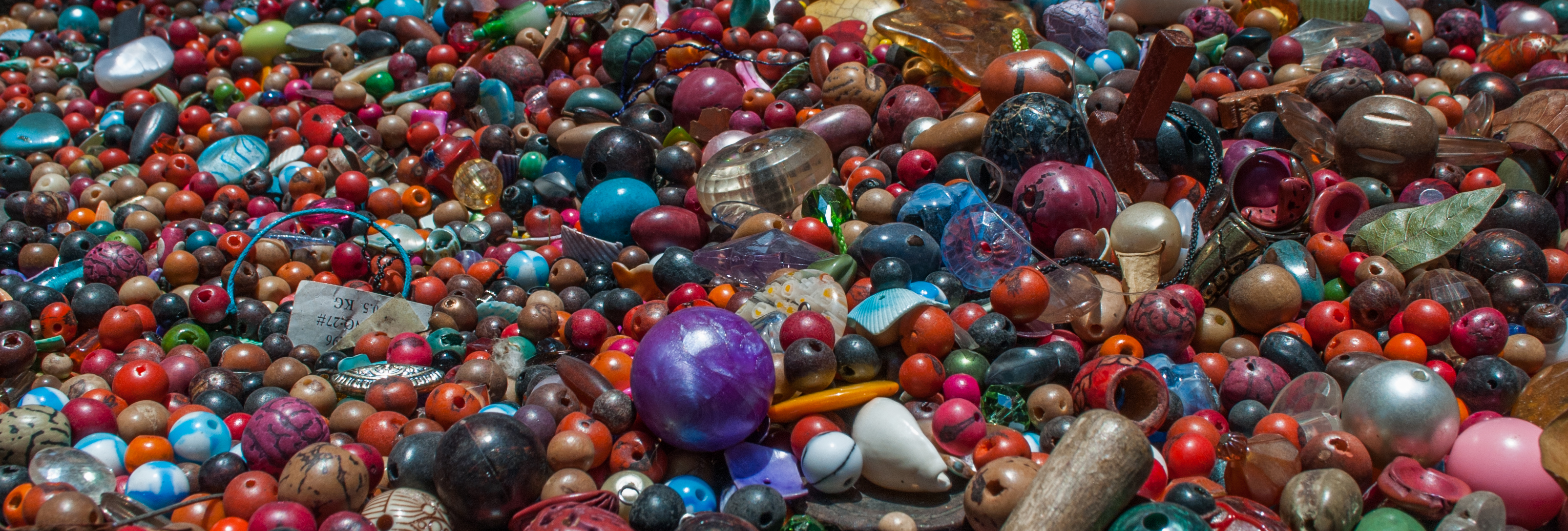
Materiali di bigiotteria
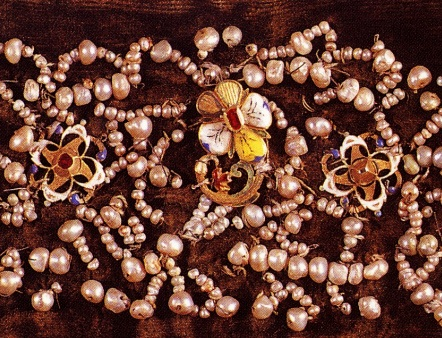
Materiali di bigiotteria
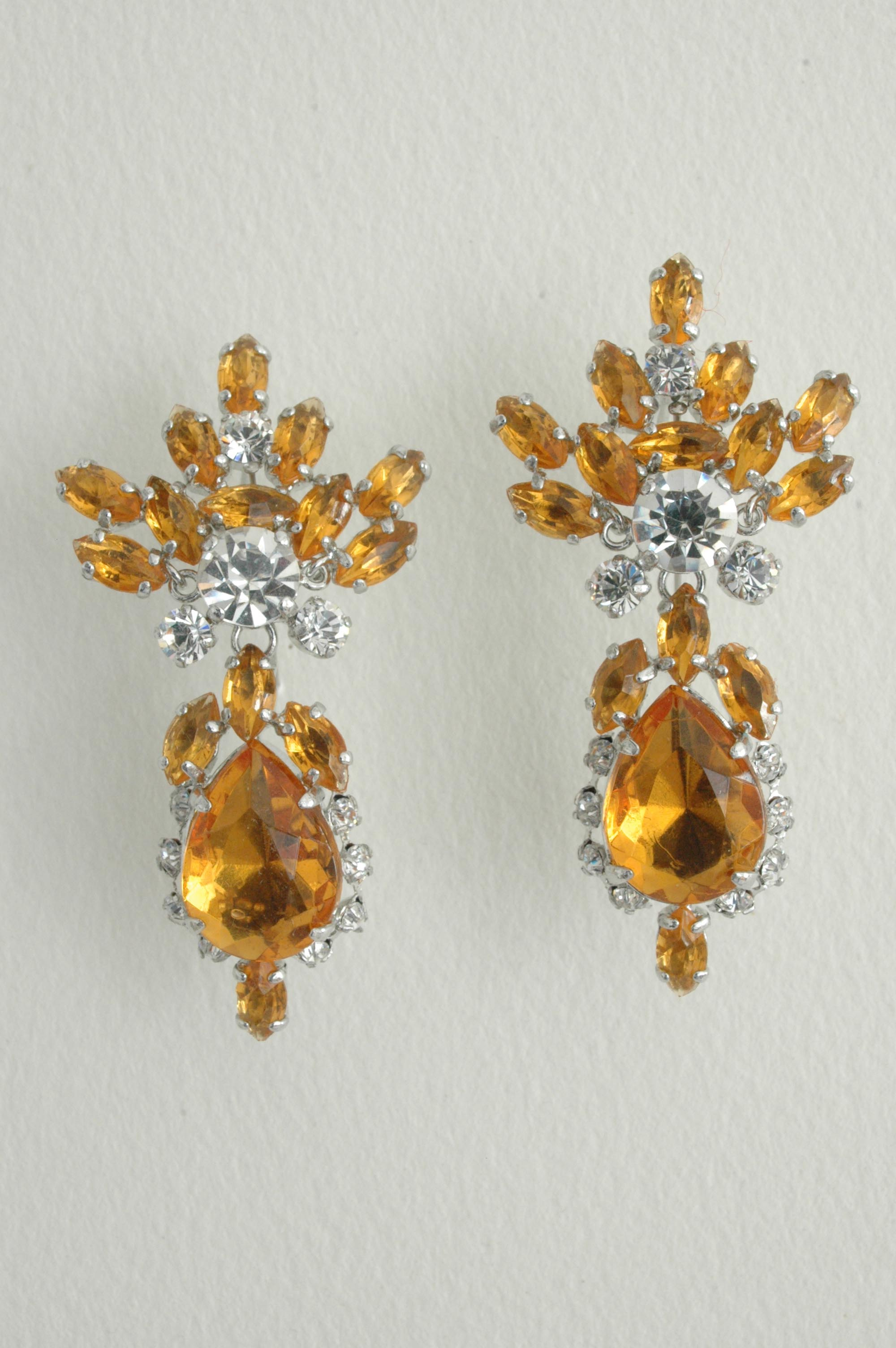
Gioielli di bigiotteria
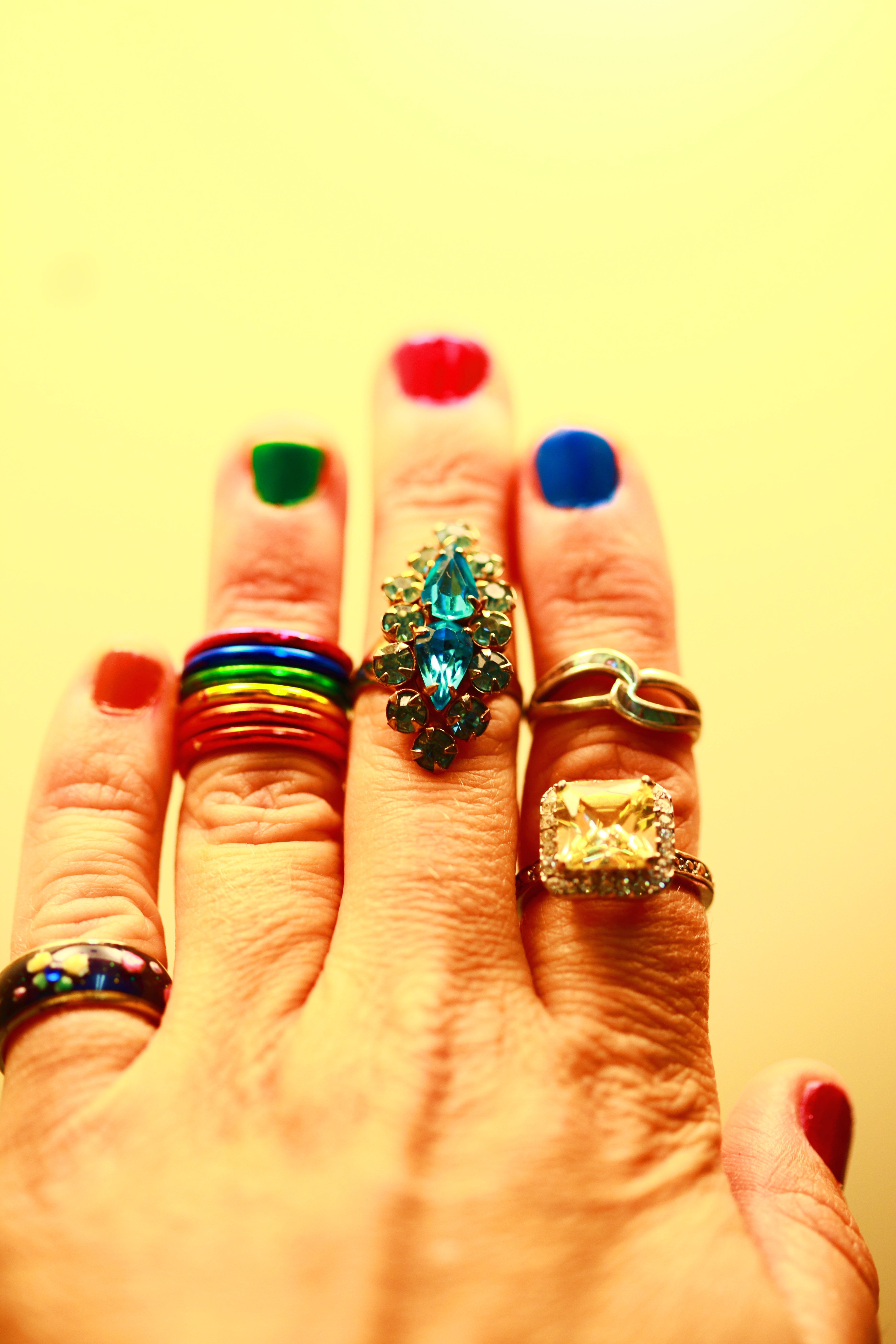
Anelli
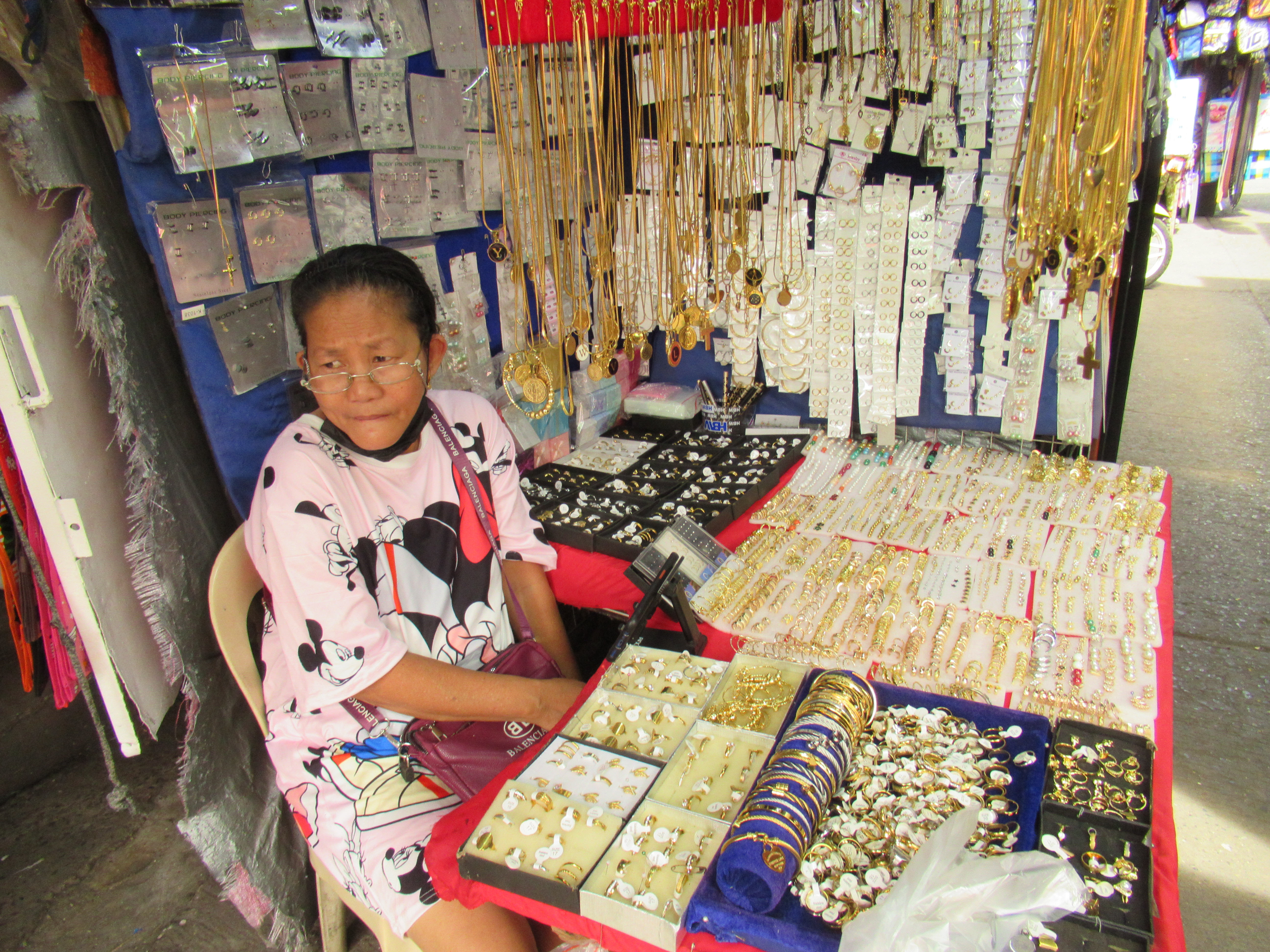
Negozio di bigiotteria
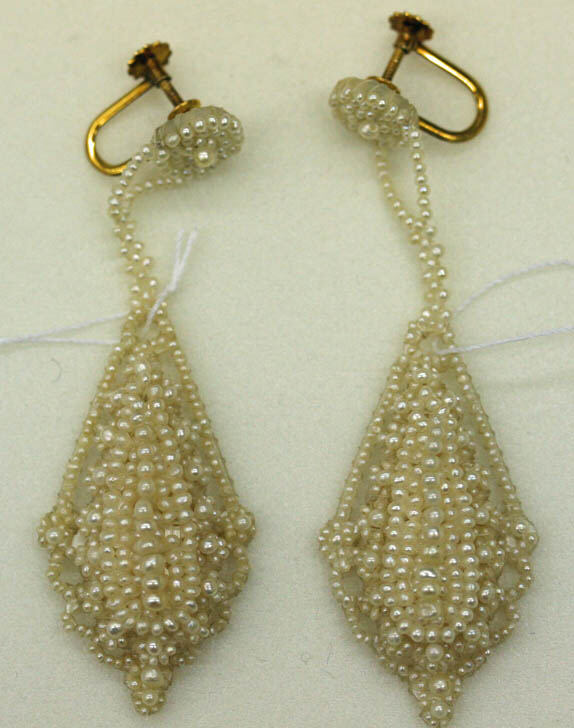
Gioielli di bigiotteria